# Marek VI (patriarcha Aleksandrii)
Marek VI – prawosławny patriarcha Aleksandrii w latach 1459–1484.